# Karta (tytuł)
Karta – w języku bengalskim „mistrz” lub „szef”, tytuł hinduistyczny jakim członkowie tradycji kartabhadźa zwracają się do swoich najwyższych guru, przewodzących ruchowi w danym okresie.

## Aul Ćand
Pierwszym Kartą był Karta Baba Aul Ćand, założyciel tradycji kartabhadźa. Wzorując się na pierwszym z tytułów, który używał Aul Ćand, kolejni zwierzchnicy kartabhadźinów, począwszy od Karta Ram Śaran Pala również go używali przed swoimi właściwymi imionami.